# Caacupé
Caacupé är en stad i Paraguay 54 km från huvudstaden Asunción. Staden har en befolkning på 19 432 personer och är en religiös vallfärdsort.